# パンジャーブ・キングス
パンジャーブ・キングス（英: Punjab Kings、略称：PBKS）は、インディアン・プレミアリーグ（IPL）所属のプロクリケットチーム。本拠地はインドのパンジャーブ州モーハーリー。

## 概要
2008年に創立。2021年までの名称はキングス・イレブン・パンジャーブ（英: Kings XI Punjab、略称：KXIP）だった。ホームスタジアムはPCAインデルジート・シン・ビンドラ・スタジアム。収容人数は27,000。

## 所属選手
- ラヴィチャンドラン・アシュウィン 2018-

## 成績

### IPL
- 2008年 - プレーオフ敗退　　　（3位）
- 2009年 - リーグステージ敗退　（5位）
- 2010年 - リーグステージ敗退　（8位）
- 2011年 - リーグステージ敗退　（5位）
- 2012年 - リーグステージ敗退　（6位）
- 2013年 - リーグステージ敗退　（6位）
- 2014年 - 準優勝　　　　　　　（2位）
- 2015年 - リーグステージ敗退　（8位）
- 2016年 - リーグステージ敗退　（8位）
- 2017年 - リーグステージ敗退　（5位）
- 2018年 - リーグステージ敗退　（7位）
- 2019年 - リーグステージ敗退　（6位）
- 2020年 - リーグステージ敗退　（6位）
- 2021年 - リーグステージ敗退　（6位）
- 2022年 - リーグステージ敗退　（6位）
- 2023年 - リーグステージ敗退　（8位）
- 2024年 - リーグステージ敗退　（9位）